# Empecamenta minuta
Empecamenta minuta är en skalbaggsart som beskrevs av Louis Burgeon 1945. Empecamenta minuta ingår i släktet Empecamenta och familjen Melolonthidae. Inga underarter finns listade i Catalogue of Life.